# Tuckasegee
La Tuckasegee River est une rivière affluent de Little Tennessee de 97 km de long. Elle prend sa source à 1 210 mètres d'altitude au confluent de  Panthertown creek et Greenland creeks dans le comté de Jackson. Elle s'écoule en totalité dans l'État de Caroline du Nord arrosant Bryson City, siège du comté de Swain avant de rejoindre le lac Fontana et la rivière Little Tennessee à une altitude de 519 mètres.
Son bassin versant s'étend sur 1 696 km2. Son débit moyen est de 45 m3/s avec un maximum de 1 584 m3/s.

## Source
- (en) Cet article est partiellement ou en totalité issu de l’article de Wikipédia en anglais intitulé « Tuckasegee River » (voir la liste des auteurs).